# Bandini Automobili
Bandini Automobili je talijanska tvrtka koja se je bavila proizvodnjom automobila. Tvrtku je 1946. g. osnovao Ilario Bandini u svome rodnom gradu Forlìju. Tvrta je nazvana po svome osnivaču, a prestala je s proizvodnjom 1992. godine.

## Modeli
- "La prima" 1100/46 (1946.)
- 1100 sport (1947. – 1950.)
- 1100 siluro (1947. – 1949.)
- 750 sport siluro (1950. – 1956.)
- Bandini-Maserati 1500 (1952.)
- formula 3 (1954. – 1958.)
- berlinetta Zagato (1955.)
- 750 sport internazionale "saponetta" (1957. – 1961.)
- formula junior (1959. – 1962.)
- 1000/62 P (1962. – 1965.)
- 1000 GT (1963.)
- 1000/66 sport (1966.)
- saloncino (1968.)
- 1000/70 V (1970.)
- mille s.p. (1972.)
- 1300 16 V i. (1980.)
- berlinetta 1000 turbo (1992.)

## Vanjske poveznice
- Službene internet stranice (tal.)